# Nils Edvard Hammarstedt

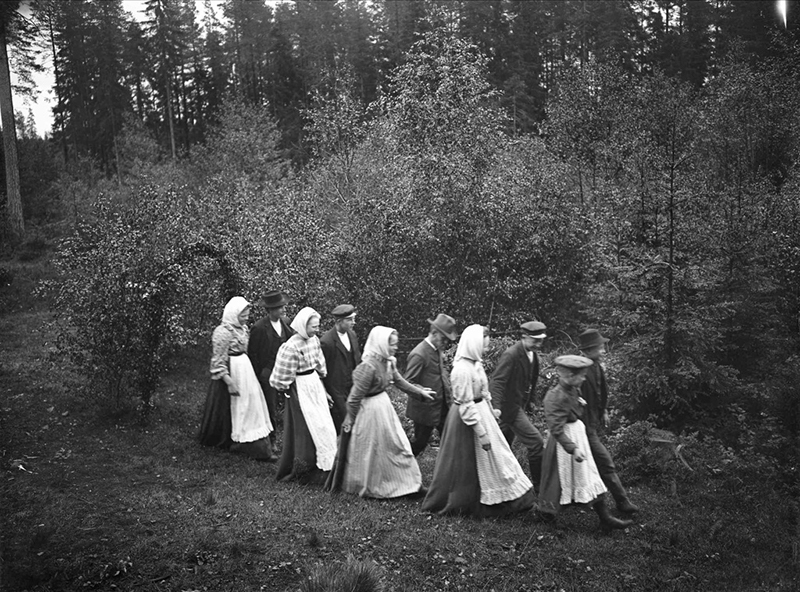
Nils Hammarstedt med ungdomar 1908

Nils Edvard Hammarstedt, född 3 mars 1861, död 9 februari 1939, var en svensk museitjänsteman och folklivsforskare.

## Liv och gärning
Nils Edvard Hammarstedt var son till kontraktsprosten Nils Oscar Hammarstedt och Elma Jakobina Melander. Han blev student vid Uppsala universitet 1881. Han företog redan på 1880-talet sina första forskningsresor i Norra Dalarna. 1890 anställdes han vid Nordiska museet som amanuens, och 1907–1928 var han intendent vid samma museum. 1907 utnämndes han till filosofie hedersdoktor vid Uppsala universitet.
Han kom tidigt som förste svensk att inrikta mot svenska folkseder och hans första vetenskapliga uppsats 1894 avhandlade ”Smörjning och därmed befryndade bruk. Ett försök att genom jämförelse med motsvarigheter hos andra folk framvisa innebörden av en svensk fornsed”. 
Hammarstedt tillträdde 1912 som föreståndare för Nordiska museets allmogeavdelning, och var där en ledande kraft i utformandet av svensk folklivsforskning och dess fokus på materiell och social kultur.